# ZIP (파일 포맷)
ZIP 파일 형식이란 데이터를 압축, 보관하기 위한 파일형식이다. ZIP 파일은 하나 혹은 여러 개의 파일들을 그 크기를 줄여 압축하고 하나로 묶어 저장한다. ZIP 파일 형식에서는 다양한 종류의 압축 알고리즘의 사용이 가능하나, 2009년 현재 Deflate 알고리즘만이 가장 많이 사용되고 지원되는 압축 알고리즘이다.
파일 형식은 1989년 필 캐츠가 PKZIP에서 사용하기 위해 만들어진 것으로, Thom Henderson의 ARC 파일 압축 형식을 발전시킨 것이다. 현재도 PKZIP 형식은 PKZIP뿐만 아닌 다른 많은 유틸리티 소프트웨어에서 지원하고 있다. 마이크로소프트사는 1998년도부터 "압축 폴더"라는 이름으로 운영 체제에 포함시켜 지원하고 있으며, 애플사는 맥 오에스 텐 10.3버전부터 지원하고 있다.
ZIP 파일은 일반적으로 그 파일의 확장자로 ".zip" 혹은 ".ZIP"으로 사용하고, MIME 형식으로는 application/zip으로 표시하여 사용한다. 또한 다양한 소프트웨어에서 파일 저장 형식으로 사용되고 있으나, 그럴 경우 일반적으로 그 파일의 확장자가 다른 형태로 저장된다. 예를 들어 자바의 경우 .jar 로, 모질라 파이어폭스의 애드온의 경우 .xpi로, 이드 소프트웨어사의 .pk3/.pk4 파일이 그러하며, 윈앰프나 윈도우 미디어 플레이어의 스킨 파일들과 오픈오피스의 오픈도큐먼트 파일인 .odt와 마이크로소프트사의 Open XML 파일 형식인 .docx, 안드로이드의 애플리케이션 파일인 .apk도 그러하다.

## 발전사

### 태동기
1980년대 중반 Thom Henderson이 운영하던 작은 회사인 System Enhancement Associates사는 ARC라는 프로그램을 발표한다. 이 프로그램은 SEA사가 개발한 ARC 파일 형식으로 대상 파일을 압축하거나, 해당 형식의 파일의 압축을 해제하는 기능을 가진다. 이 프로그램은 다양한 플랫폼을 지원하며, 소스파일을 포함하여 셰어웨어 형태로 배포되었다. 이 파일 형식은 곧 사실상의 표준이 되었다. 필 캐츠는 PKXARC라는 이름으로 IBM 호환기종(IBM 인텔 DOS 플랫폼)에서 운영되는 ARC와 호환 가능한 프로그램을 발표한다. 이 프로그램은 8088 어셈블리어로 최적화되어 다양한 플랫폼에 적용하기 위해 C 언어로 작성된 ARC보다 상당히 빠른 수행성능을 나타냈다.
ZIP이란 이름은 캐츠의 친구 로버트(Robert Mahoney)가 제안한 것이다. 이는 그 당시 ARC 및 다른 파일 형식보다 빠른 제품을 만드는 것을 기원하며 이름을 지었다.

## 사용 예
도움말
 :> zip -?
압축시 암호설정
 :> zip -P [암호] [압축후 파일명.zip]  [압축전 파일명]
또는
 :> zip -e [압축후 파일명.zip]  [압축전 파일명]
한글 인코딩관련 글자깨짐 방지
> unzip -O cp949  [압축해제 파일명] -d [압축해제 폴더명]

## 같이 보기
- PKZIP
- 압축 소프트웨어의 비교